# Swertia connata
Swertia connata är en gentianaväxtart som beskrevs av Alexander Gustav von Schrenk. Swertia connata ingår i släktet Swertia och familjen gentianaväxter. Inga underarter finns listade i Catalogue of Life.